# 타스컴
타스컴(영어: TASCOM)은 대한민국의 당뇨질환 세포치료제 연구 기업이다.
2025년 채무상계를 위해 제3자배정 유상증자를 하였다.